# 布莱姆 (埃纳省)
布莱姆（法語：Blesmes，法語發音：[blɛm]）是法国上法兰西大区埃纳省的一个市镇，位于该省南部，属于蒂耶里堡区。

## 地理
布莱姆（49°2'14"N, 3°27'3"E）面积9.7 平方千米，位于法国上法蘭西大區埃纳省，该省份为法国北部内陆省份，北起北部省，西接索姆省和瓦兹省，东临阿登省和马恩省，西南至塞纳-马恩省，东北部与比利时接壤。
与布莱姆接壤的市镇（或旧市镇、城区）包括：布拉勒、谢里、库尔班、福苏瓦、格朗、内勒拉蒙塔涅、圣欧仁。

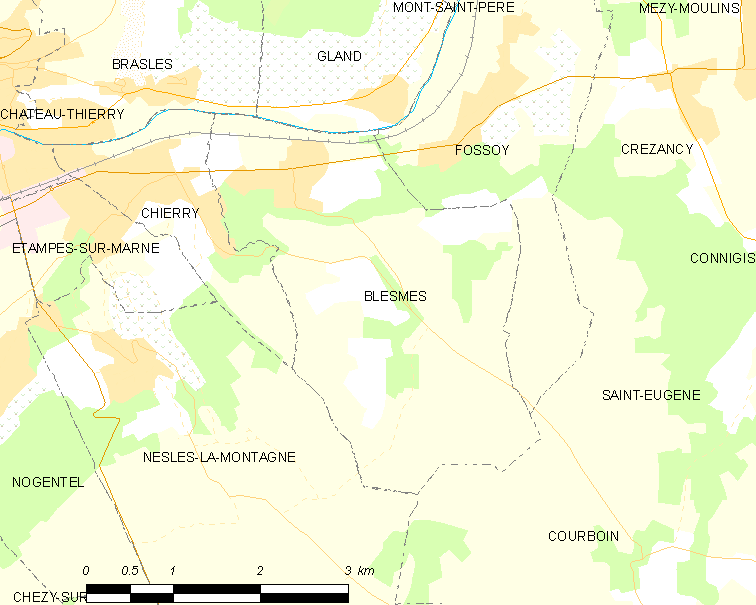
的OSM定位图

布莱姆的时区为UTC+01:00、UTC+02:00（夏令时）。

## 行政
布莱姆的邮政编码为02400，INSEE市镇编码为02094。

## 政治
布莱姆所属的省级选区为蒂耶里堡县。

## 人口

1962-2008年间人口变化图示

布莱姆于2022年1月1日时的人口数量为473人。